# Hlincová Hora
Hlincová Hora település Csehországban, a České Budějovice-i járásban. Hlincová Hora Rudolfov, Dubičné, Jivno, Zvíkov és České Budějovice településekkel határos. Lakosainak száma 489 fő (2024. január 1.).

## Népesség
A település lakosságának változását az alábbi diagram mutatja:
| Lakosok száma | 98   | 124  | 128  | 88   | 74   | 213  | 420  | 429  | 460  | 489  |
|               | 1869 | 1890 | 1921 | 1950 | 1980 | 2001 | 2017 | 2019 | 2022 | 2024 |